# Gaylesville
Gaylesville – miasto w Stanach Zjednoczonych, w stanie Alabama, w hrabstwie Cherokee. W roku 2023 miasto zamieszkiwały 174 osoby, a gęstość zaludnienia wynosiła 193,3 osoby/km².